# コル島
コル島（Coll、スコットランド・ゲール語:Colla）は、スコットランド、インナー・ヘブリディーズ諸島の島。行政上はアーガイル・アンド・ビュートに属する。規模の大きな砂丘のある砂浜、ヒース、ブランケット・ボグなどがあり、そしてウズラクイナおよびガンの生息地として知られている。1995年にラムサール条約登録地となった。
島はおよそ全長21km、幅5kmで、人口は200人に達しない。カレドニアン・マクブレイン社運営のフェリーが、本土のオーバンと西方のタイリー島とを結ぶ。
500年以上、氏族（クラン）マクリーン家が島を所有していた。18世紀には、およそ1000人の島民が漁業と農業を生業に暮らしていた。1830年代から1840年代の海外移住によって、島民の約半分がオーストラリア、カナダ、南アフリカへ移住した。